# Getto bełchatowskie
Getto w Bełchatowie, getto bełchatowskie – getto istniejące od 1 marca 1941 do sierpnia 1942, utworzone przez Niemców w Bełchatowie dla ludności żydowskiej. W czasie okupacji Bełchatów ogłoszono miastem żydowskim, Żydzi stanowili bowiem prawie 50% ogółu mieszkańców. 1 marca 1941 utworzono getto. W zorganizowanym na miejscu getcie byli oni represjonowani. Getto mieściło się w granicach dzisiejszych ulic Fabrycznej, Pabianickiej, Sienkiewicza (dawniej ul. Ogrodowej), Piłsudskiego oraz Placu Narutowicza. Uwięziono w nim ponad 5000 Żydów (w marcu 1942 r. getto liczyło 5460 osób), głównie z Bełchatowa i okolicznych miejscowości (m.in. Szczercowa, Widawy, Zelowa). Na czele bełchatowskiego Judenratu stanął Shlomo Hirsh Topolowicz
Przymusem zamieszkania w getcie objęto wszystkie osoby należące do gminy wyznaniowej żydowskiej. Jesienią 1940 roku Niemcy zaczęli organizować w getcie zakłady pracy. Powstała szwalnia braci Frajtag. Szwalnia pracowała na rzecz okupantów przez dwa lata. Pod koniec działalności zatrudniała przeszło 600 osób. 20 sierpnia 1941 roku Niemcy przeprowadzili selekcję. Wybrali około 700 osób zdrowych i zdolnych do pracy i w dwóch etapach odesłali do obozu w Poznaniu. Od roku 1942 Niemcy zaczęli stopniowo likwidować getto wywożąc jego mieszkańców do obozów zagłady Kulmhof w Chełmnie nad Nerem oraz w Bełżcu i część do obozu w Szebniach, a także do getta w Łodzi. Do getta w Łodzi przeniesiono zakłady krawieckie wraz z 852 pracującymi w nich osobami. 15 sierpnia 1942 roku wywieziono zakład stolarski wraz z 79 pracownikami. Ostatni transport do Chełmna odszedł 18 sierpnia 1942 roku. Ostatecznie getto przestało istnieć w sierpniu 1942 roku.
Z getta zbiegło ogółem 150 osób.